# Вайнона (Міссісіпі)
Вайнона (англ. Winona) — місто (англ. city) в США, в окрузі Монтгомері штату Міссісіпі. Населення — 4505 осіб (2020). Назва міста походить від слова з мови сіу, що означає «перші дочки». Вайнона відома як «Перехрестя Норт-Міссісіпі», воно розташовується на перехресті шосе 55 і доріг 51 і 82.

## Історія

### Мідлтон
Місто Мідлтон, Міссісіпі, яке було розташоване на захід від нинішньої Вайнони, іноді вважають її попередником.

### Вайнона
Місто з'явилося внаслідок залізничного будівництва, розпочатого на захід від Мідлтона. В 1860 році Вайнона була спочатку частиною міста Керролл. Статус міста отримала 2 травня 1861 року, коли розпочався приплив поселенців після побудови залізниці.

## Географія
Вайнона розташована за координатами 33°29′25″ пн. ш. 89°43′45″ зх. д. / 33.49028° пн. ш. 89.72917° зх. д. (33.490168, -89.729235).  За даними Бюро перепису населення США в 2010 році місто мало площу 35,09 км², з яких 35,01 км² — суходіл та 0,08 км² — водойми.

## Демографія
Згідно з переписом 2010 року, у місті мешкали 5043 особи в 1994 домогосподарствах у складі 1348 родин. Густота населення становила 144 особи/км².  Було 2245 помешкань (64/км²).
Расовий склад населення:
| - 52,8 % — чорних або афроамериканців - 45,8 % — білих - 0,6 % — азіатів - 0,2 % — корінних американців |

До двох чи більше рас належало 0,4 %. Частка іспаномовних становила 0,5 % від усіх жителів.
За віковим діапазоном населення розподілялося таким чином: 26,8 % — особи молодші 18 років, 56,1 % — особи у віці 18—64 років, 17,1 % — особи у віці 65 років та старші. Медіана віку мешканця становила 38,6 року. На 100 осіб жіночої статі у місті припадало 84,5 чоловіків;  на 100 жінок у віці від 18 років та старших — 76,7 чоловіків також старших 18 років.
Середній дохід на одне домашнє господарство  становив 38 374 долари США (медіана — 26 304), а середній дохід на одну сім'ю — 45 230 доларів (медіана — 30 079). За межею бідності перебувало 38,9 % осіб, у тому числі 61,4 % дітей у віці до 18 років та 12,7 % осіб у віці 65 років та старших.
Цивільне працевлаштоване населення становило 1362 особи. Основні галузі зайнятості: освіта, охорона здоров'я та соціальна допомога — 25,4 %, виробництво — 24,1 %, будівництво — 14,0 %, мистецтво, розваги та відпочинок — 9,9 %.

### Релігія
Вайнона є переважно протестантським містом.